# Жербины
Жербины — дворянский род.
Основателем рода был известный общественный деятель и благотворитель, купец 1-й гильдии и коммерции советник Иван Фёдорович Жербин (1778—1840); он был городским головой Санкт-Петербурга и, получив 20 апреля 1823 года орден св. Анны 2-й степени, в 1825 году (9 ноября) внесён в родословную дворянскую книгу С.-Петербургского дворянского депутатского собрания на основании 77 ст., данной Екатериной II грамоты дворянству.

## Описание герба
В лазуревом щите золотая перевязь влево, обременённая золотым колосом и сопровождаемая вверху серебряным орлиным крылом, обременённым чёрною о шести лучах звездою и внизу серебряным меркуриевым жезлом между двумя золотыми лавровыми ветвями.
Щит увенчан дворянским шлемом и короною. Нашлемник — три серебряных страусовых пера. Намёт: справа — лазуревый с серебром, слева — лазуревый с золотом. Герб Жербина внесён в Часть 11 Общего гербовника дворянских родов Всероссийской империи, стр. 59.